# Martina Schild
Martina Schild (Brienz, 26 de octubre de 1981) es una deportista suiza que compitió en esquí alpino. Es bisnieta de la esquiadora Hedy Schlunegger.
Participó en los Juegos Olímpicos de Turín 2006, obteniendo una medalla de plata en la prueba de descenso y el sexto lugar en el supergigante.
En la Copa del Mundo consiguió una victoria y tres podios en total.

## Palmarés internacional
| Juegos Olímpicos | Juegos Olímpicos | Juegos Olímpicos | Juegos Olímpicos |
| Año              | Lugar            | Medalla          | Prueba           |
| ---------------- | ---------------- | ---------------- | ---------------- |
| 2006             | Turín (Italia)   | Medalla de plata | Descenso         |